# Hypocreopsis
Hypocreopsis — рід грибів родини Hypocreaceae. Назва вперше опублікована 1873 року.

## Назва
Німецькою мовою має назву «Заплетений гриб» (нім. Scheinflechten pilze).

## Будова
Гриби утворюють оранжево-коричневі стромати на стеблах дерев та чагарників з радіальних часточок.

## Галерея

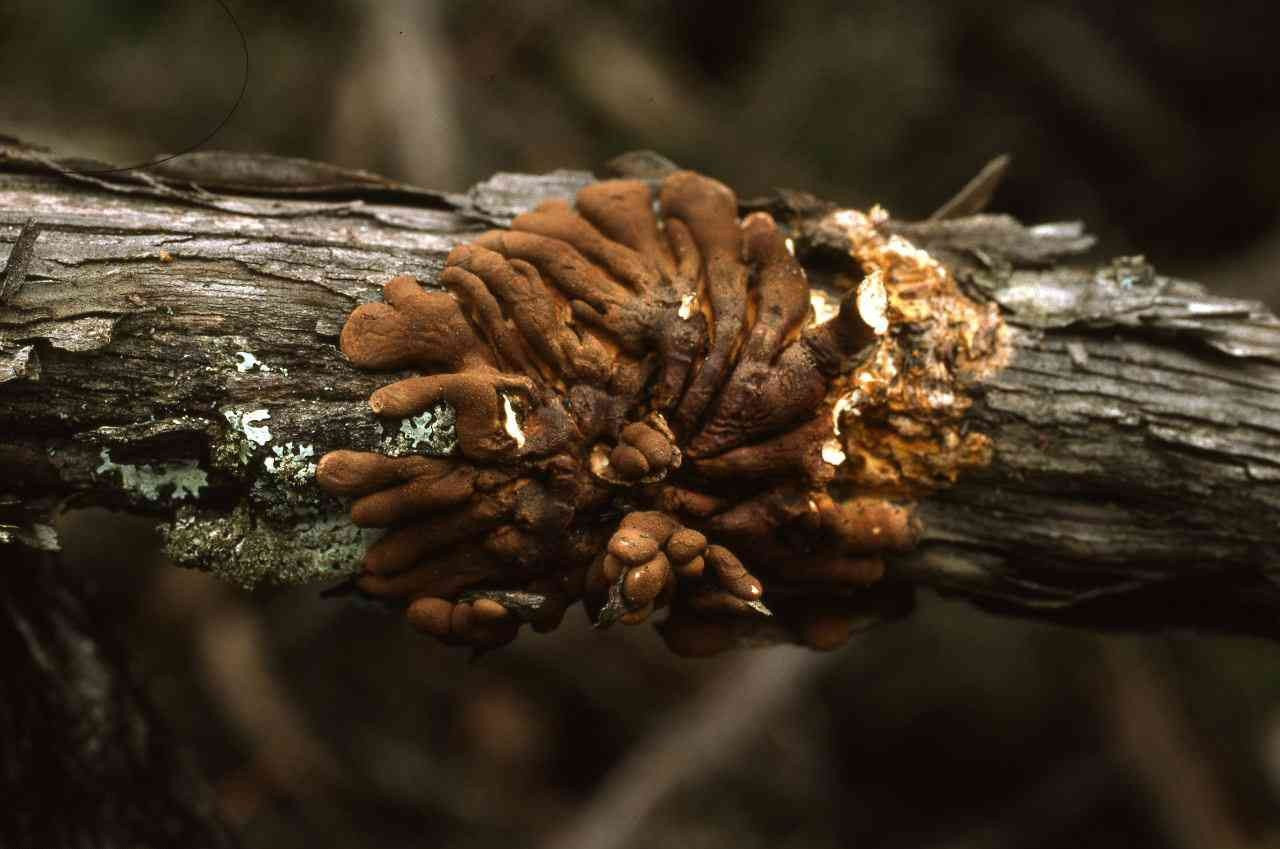
Hypocreopsis amplectens
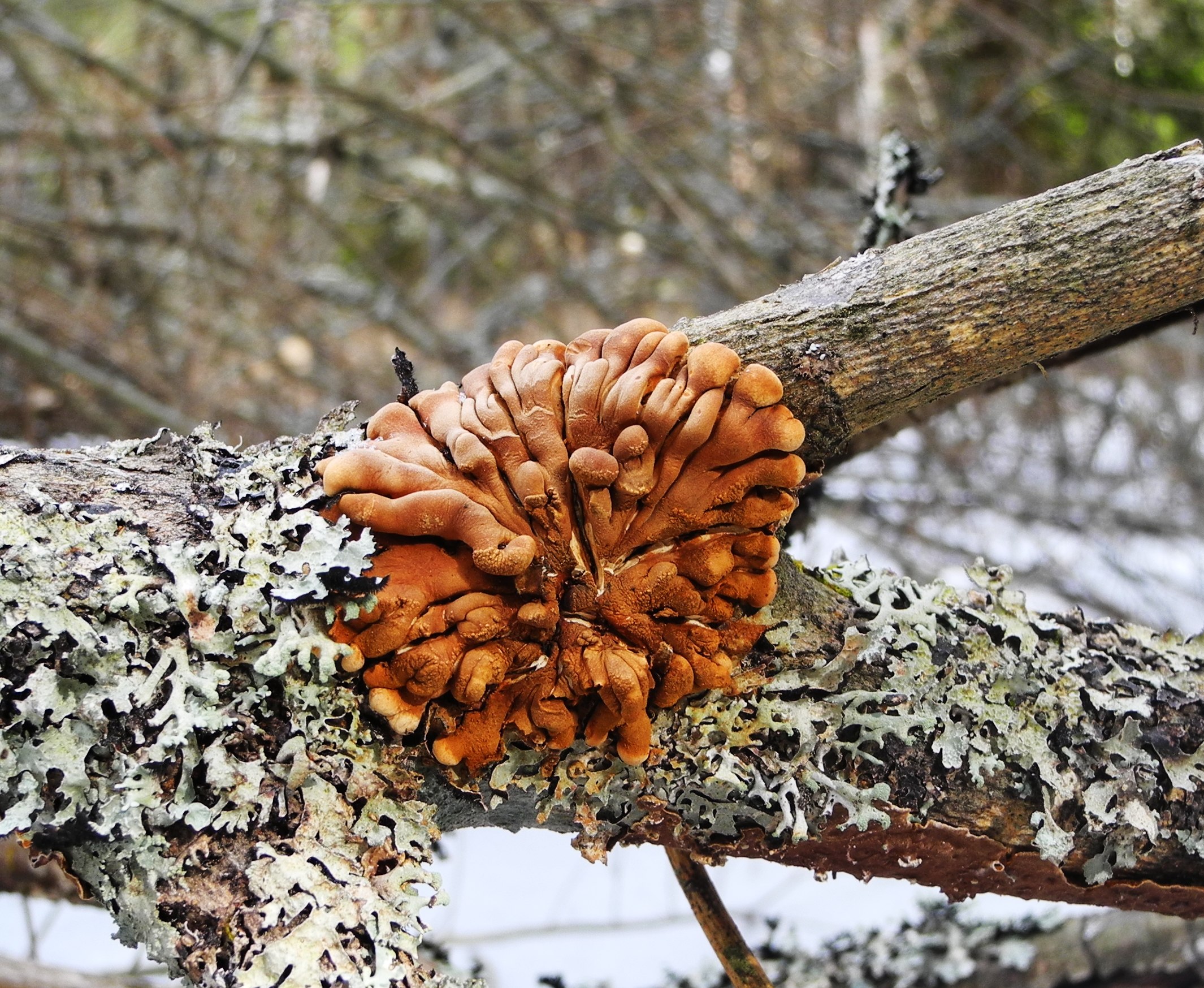
Hypocreopsis lichenoides
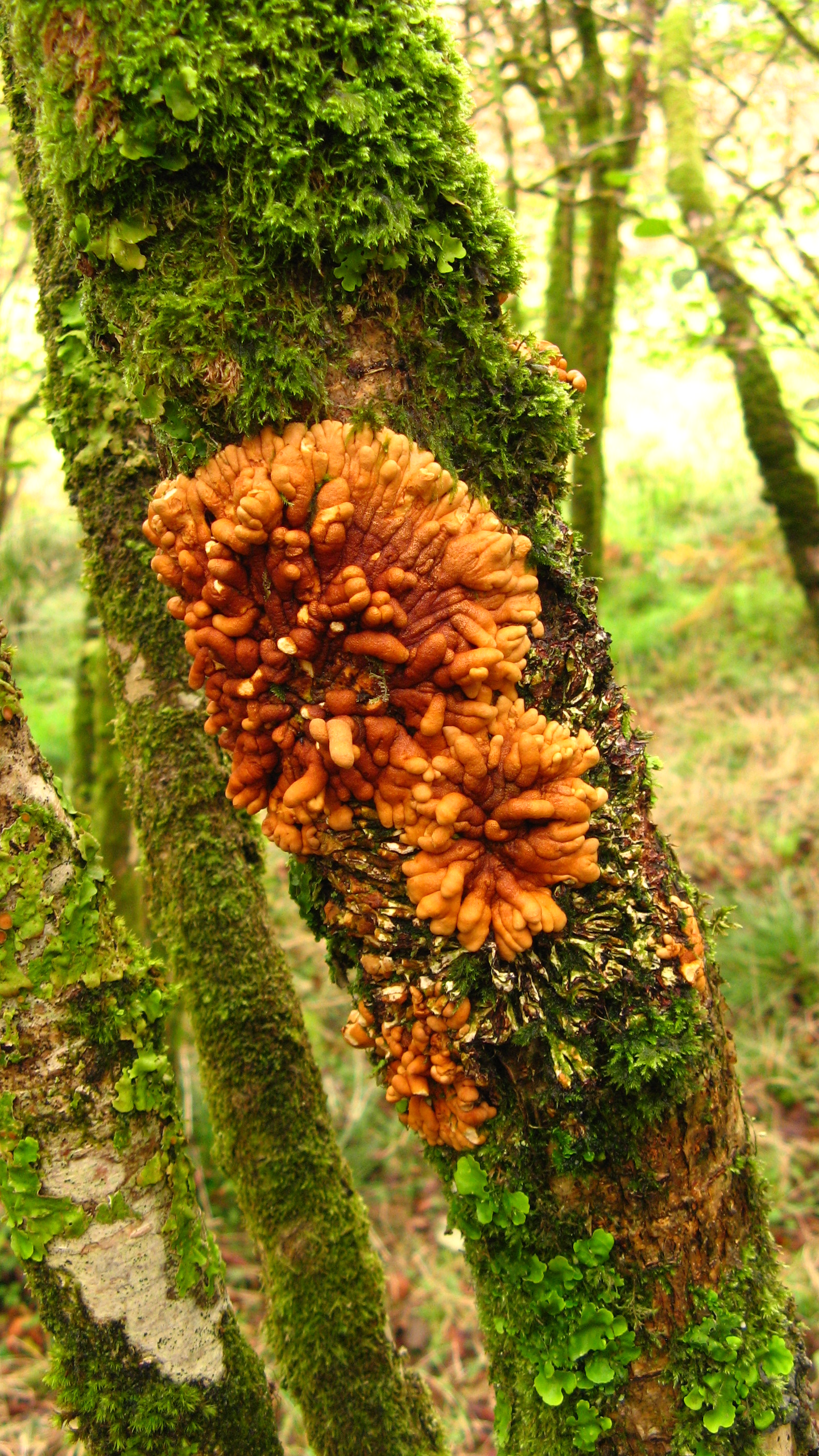
Hypocreopsis rhododendri